# Leonardo Vilela
Leonardo Moura Vilela (Belo Horizonte, 22 de dezembro de 1963) é um médico, professor, pecuarista e político brasileiro que foi eleito deputado federal por Goiás.

## Dados biográficos
Filho de João Batista Paniago Vilela e Corina Célia Moura Vilela. Formado em Medicina na Universidade Federal de Minas Gerais em 1987, tem especialização em Pediatria e Anestesia. Ligado ao setor agropecuário, foi eleito presidente do Sindicato Rural de Mineiros em 1991 e depois vice-presidente da Federação da Agricultura do Estado de Goiás (FAEG) entre 1995 e 2001, chegando a acumular uma diretoria na Associação Brasileira dos Produtores de Leite. Diante de tais experiências foi secretário de Agricultura no primeiro governo Marconi Perillo.
Eleito deputado federal pelo PPB em 2002, esteve no PP antes de filiar-se ao PSDB sendo reeleito em 2006 e 2010. No segundo governo Marconi Perillo foi secretário de Infraestrutura e no terceiro foi secretário de Meio Ambiente e Recursos Hídricos. Nesse interregno foi presidente do diretório estadual do PSDB durante dois anos a partir de 2007.